# Séverine Hubard
Séverine Hubard, née en 1977 à Lille, est une artiste plasticienne française. Elle construit des édifices instables qui s'inscrivent dans l'espace public urbain. Elle vit et travaille à Lille et Buenos Aires.

## Parcours artistique
Séverine Hubard édifie des structures faites de matériaux récupérés dans la ville. Ces installations pérennes présentent un équilibre instable interrogeant le spectateur. S'agit-il de construction ou de déconstruction ? Son travail s'inscrit dans la continuité des artistes allemands Manfred Pernice et Richard Artschwager. 
En 2003, elle récupère et utilise 90 fenêtres cassées pour son Paysage défenestré à Dunkerque. 
En 2004, elle réalise une maquette de 200 m2 avec les personnes qui habitent le quartier pour proposer un habitat utopique.
En 2008, elle se sert de portes d'immeuble voués à la destruction.
En 2016, elle réalise une installation en forme de cône tronqué qui fait penser à un amphithéâtre classique. Pour ce faire, elle récupère 15 000 cagettes au marché central de Buenos Aires. 

## Expositions / installations
- 2002 : Donc et or car mais ni ou, Le Lieu unique, Nantes
- 2003 : Paysage défenestré, la Plate Forme de Dunkerque
- 2008 : Vue du Ciel, Le Quartier, Quimper
- 2009 : exposition, MAMC, Strasbourg
- 2010 : Hyacinthe descendu de l'arbre, sculpture in-situ, musée d'art moderne, contemporain et d'art brut de Lille
- 2010 : Émergence, sculpture, Pau
- 2012 : L’équilibre de Contraires, GrandCafé, Saint-Nazaire
- 2014 : Village, composé de 18 cabanes, MAMC, Strasbourg[4]
- 2016 : Monumentales, Buenos Aires
- 2019 : 
  - El Ultimo Apaga la Luz, Buenos Aires
  - Cristine Guinamand et Séverine Hubard[5], Les Quiconces-L'Espal, scène nationale du Mans

## Prix et distinctions
- 2006 : lauréate du Centre européen d'actions artistiques contemporaines